# Hiệp ước Amiens
Hiệp ước Amiens tạm thời chấm dứt các cuộc chiến giữa Pháp và Anh trong cuộc Cách mạng Pháp. Nó đã được ký kết tại thành phố Amiens vào ngày 25 tháng 3 năm 1802 (Germinal 4, năm X, theo lịch cách mạng Pháp), bởi Joseph Bonaparte và Hầu tước xứ Cornwallis như là một "Hòa ước Cuối cùng". Hậu quả hòa bình của người Amien chỉ kéo dài một năm (18 tháng 5 năm 1803) và chỉ kéo dài thời kỳ hòa bình chung ở châu Âu giữa năm 1793 và năm 1814. Theo hiệp định này, Anh quốc công nhận Cộng hòa Pháp; Quốc hội Anh đã bác bỏ tuyên bố lịch sử của nước Anh đối với Vương quốc Pháp đã ngừng hoạt động ở Pháp chỉ hai năm trước đó. Cùng với Hiệp ước Lunéville (1801), Hiệp ước Amiens đánh dấu sự kết thúc của liên minh thứ hai, đã tiến hành chiến tranh chống Pháp cách mạng từ năm 1798.

## Ngoại giao ban đầu
Chiến tranh của Liên minh hai bắt đầu tốt cho liên minh, với thành công ở Ai Cập, Ý và Đức. Sau khi chiến thắng của Pháp tại Trận chiến Marengo và Hohenlinden, Áo, Nga và Naples đã kiện vì hòa bình, với Áo cuối cùng đã ký Hiệp ước Lunéville. Chiến thắng của Horatio Nelson tại Trận chiến Copenhagen vào ngày 2 tháng 4 năm 1801 đã ngăn chặn việc thành lập Liên minh Trung lập về Vũ trang và dẫn tới một cuộc ngừng bắn đàm phán.
Lãnh sự quán Pháp đầu tiên, Napoléon Bonaparte, đã đưa ra đề xuất ngừng bắn với Ngoại trưởng nước Anh Lord Grenville vào năm 1799. Do lập trường cứng rắn của Grenville và Thủ tướng William Pitt Younger, sự không tin tưởng vào Bonaparte và những khuyết điểm rõ ràng trong các đề xuất, Họ bị loại khỏi tay. Tuy nhiên, Pitt từ chức vào tháng 2 năm 1801 về các vấn đề trong nước và đã được thay thế bởi Henry Henry Addington có sức chứa nhiều hơn. Theo quan điểm của Schroeder, nước Anh bị thúc đẩy bởi nguy cơ một cuộc chiến tranh với Nga.
Quốc vụ khanh của Addington, Robert Jenkinson, Lord Hawkesbury, ngay lập tức mở đường dây liên lạc với Louis Guillaume Otto, trung đội Pháp cho các tù nhân chiến tranh ở London, qua đó Bonaparte đã đưa ra các đề xuất trước đó của ông. Hawkesbury tuyên bố rằng ông muốn mở các cuộc thảo luận về các điều khoản cho một thỏa thuận hòa bình. Otto, thường theo hướng dẫn chi tiết từ Bonaparte, tham gia vào các cuộc đàm phán với Hawkesbury vào giữa năm 1801. Không hài lòng với cuộc đối thoại với Otto, Hawkesbury đã phái nhà ngoại giao Anthony Merry tới Paris, người mở đường dây thứ hai liên lạc với Ngoại trưởng Pháp Talleyrand. Vào giữa tháng 9, các cuộc đàm phán bằng văn bản đã tiến triển đến mức mà Hawkesbury và Otto gặp nhau để soạn thảo thỏa thuận sơ bộ. Vào ngày 30 tháng 9, họ ký bản thỏa thuận sơ bộ ở London; Nó đã được xuất bản vào ngày hôm sau.

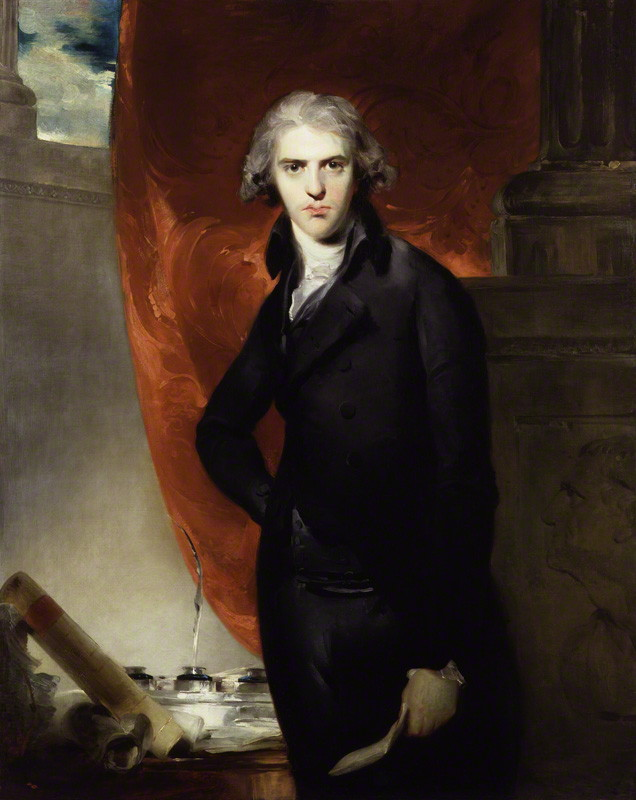
Ngoại trưởng nước Anh Robert Jenkinson, Lord Hawkesbury, chân dung của Thomas Lawrence

Các điều khoản của thỏa thuận sơ bộ yêu cầu Anh khôi phục lại phần lớn tài sản thuộc địa của Pháp mà nó đã chiếm được từ năm 1794, sơ tán Malta và rút lui khỏi những cảng biển Địa Trung Hải bị chiếm đóng khác. Malta sẽ được phục hồi lại Dòng của Thánh Gioan, với chủ quyền được bảo đảm bởi một hoặc nhiều quyền hạn được xác định trong hòa bình cuối cùng. Pháp đã khôi phục lại Ai Cập để kiểm soát Ottoman, rút khỏi hầu hết bán đảo Ý và đồng ý bảo vệ chủ quyền Bồ Đào Nha. Ceylon, trước đây là lãnh thổ của Hà Lan, vẫn ở lại với người Anh, và quyền khai thác thủy sản của Newfoundland đã được khôi phục trước tình trạng chiến tranh. Anh cũng phải công nhận Cộng hoà Bảy đảo do Pháp thành lập trên các hòn đảo thuộc biển Ionia hiện đang là một phần của Hy Lạp. Cả hai bên đều được phép tiếp cận tiền đồn trên Mũi Hảo Vọng.. Trong một cú đòn với Tây Ban Nha, thỏa thuận sơ bộ bao gồm một mệnh đề bí mật trong đó Trinidad sẽ ở lại Anh Quốc.
Tin tức về hòa bình sơ bộ đã được chào đón ở Anh với sự chiếu sáng và pháo hoa. Hòa bình, theo người ta nghĩ ở Anh, sẽ dẫn đến việc thu hồi thuế thu nhập của Pitt, giảm giá ngũ cốc, và sự phục hồi của thị trường.
==Đàm phán cuối cùng [sửa]
Tháng 11 năm 1801, Hầu tước xứ Cornwallis được gửi tới Pháp với quyền hạn toàn quyền để đàm phán thỏa thuận cuối cùng. Kỳ vọng của người dân Anh rằng hòa bình đang ở trong tay gây áp lực rất lớn cho Cornwallis, một điều mà Bonaparte đã nhận ra và đã được viết hoa. Các nhà đàm phán Pháp, anh trai của Napoléon, Joseph và Talleyrand, liên tục thay đổi vị trí của họ, để Cornwallis viết: "Tôi cảm thấy đó là một tình huống khó chịu nhất trong kinh doanh khó chịu này, sau khi tôi đã có được sự chấp thuận của mình vào bất cứ lúc nào, tôi không thể tin tưởng Mà cuối cùng nó được giải quyết và rằng ông sẽ không rút khỏi nó trong cuộc đối thoại tiếp theo của chúng ta. "[4] Cộng hòa Batavian Hà Lan, nền kinh tế phụ thuộc vào thương mại bị hủy hoại bởi chiến tranh, đã bổ nhiệm Rutger Jan Schimmelpenninck, đại sứ của họ tại Pháp, Đại diện cho họ trong các cuộc đàm phán hòa bình; Ông đến Amiens vào ngày 9 tháng 12. [5] Vai trò của Hà Lan trong các cuộc đàm phán bị đánh dấu bởi sự thiếu tôn trọng của người Pháp, họ nghĩ rằng họ là một khách hàng "bị đánh bại và chinh phục" mà chính phủ hiện nay "nợ họ tất cả". [6] Schimmelpenninck và Cornwallis đã thương lượng các thỏa thuận về địa vị của Tích Lan (vẫn là Anh), Mũi Hảo Vọng (được trả lại cho người Hà Lan, nhưng mở rộng cho tất cả), và sự đền bù của Nhà bị Huỷ do Nassau bị mất. Tuy nhiên, Joseph Bonaparte đã không ngay lập tức đồng ý với các điều khoản của họ, có lẽ cần phải tham khảo ý kiến với Lãnh sự thứ nhất về vấn đề này.

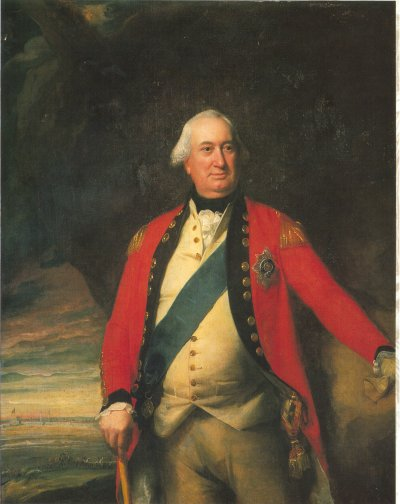
Charles Cornwallis, vẽ bởi John Singleton Copley, khoảng năm 1795

Vào tháng 1 năm 1802, Napoléon Bonaparte đi đến Lyon để nhận chức Tổng thống của Cộng hòa Ý, một nước cộng hòa khách hàng độc lập của Pháp, nằm ở phía bắc Italia và đã được thành lập vào năm 1797. Hành động này vi phạm Hiệp ước Lunéville, trong đó Bonaparte đồng ý bảo đảm Độc lập của Cộng hòa Ý và các nước cộng hòa khách hàng khác. Ông cũng tiếp tục ủng hộ cuộc đảo chính phản động của Tổng thống Pháp Pierre Augereau ngày 18 tháng 9 năm 1801 tại Cộng hòa Batavian, và hiến pháp mới của nó, được phê chuẩn bởi một cuộc bầu cử giả tạo, đã đưa nó trở nên gần gũi với đối tác chi phối của nó.
Các độc giả của tờ báo Anh đã theo dõi các sự kiện, được trình bày bằng màu sắc đạo đức mạnh mẽ. Hawkesbury đã viết về hành động của Bonaparte ở Lyons rằng đó là một "sự vi phạm nghiêm trọng của đức tin", thể hiện "khuynh hướng xúc phạm Âu Châu". Viết từ London, ông ta thông báo với Cornwallis rằng "nó tạo ra một tiếng động lớn nhất ở đất nước này, và có rất nhiều người đã bị xử lý một cách hòa bình và vì sự kiện này muốn gây chiến tranh".
Nhà đàm phán Tây Ban Nha, Marquis de Azara, đã không đến Amiens cho đến đầu tháng 2 năm 1802. Sau một số cuộc đàm phán sơ bộ, ông đã đề xuất với Cornwallis rằng Anh và Tây Ban Nha ký một thỏa thuận riêng; Cornwallis bác bỏ điều này, tin rằng làm như vậy sẽ gây nguy hiểm cho các cuộc đàm phán quan trọng hơn với Pháp.
Áp lực tiếp tục tăng lên đối với các nhà đàm phán Anh về một thỏa thuận hòa bình, một phần vì các cuộc thảo luận về ngân sách đã được tiến hành tại Quốc hội, và triển vọng chiến tranh tiếp diễn là một nhân tố quan trọng. Điểm gắn bó chính trong các cuộc đàm phán muộn là tình trạng của Malta. Bonaparte cuối cùng đã đề nghị rằng người Anh phải rút lui trong vòng ba tháng kể từ ngày ký kết, với sự kiểm soát đã chuyển trở lại một Lệnh của St. John được tái tạo, chủ quyền của nó sẽ được bảo đảm bởi tất cả các cường quốc châu Âu. Còn lại không được xác định trong đề xuất này là phương tiện mà lệnh này sẽ được tái lập; Nó đã được cơ bản giải thể khi Pháp chiếm giữ hòn đảo vào năm 1798. Hơn nữa, không có quyền lực khác đã được tham vấn về vấn đề này.

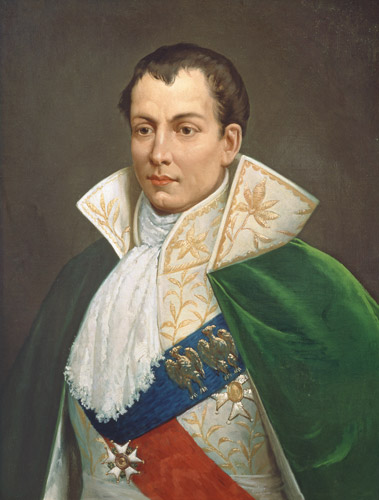
Joseph Bonaparte, vẽ bởi Luigi Toro

Vào ngày 14 tháng 3, London, dưới áp lực để hoàn thành ngân sách, đã cho Cornwallis một thời hạn khó khăn. Anh sẽ trở lại London nếu anh không thể đạt được thỏa thuận trong vòng tám ngày. Sau một cuộc đàm phán kéo dài 5 giờ kết thúc vào lúc 3 giờ sáng ngày 25 tháng 3, Cornwallis và Joseph Bonaparte đã ký thỏa thuận cuối cùng. Cornwallis không hài lòng với thỏa thuận này, nhưng ông cũng lo lắng về "những hậu quả tàn phá của... đổi mới một cuộc chiến đẫm máu và thất vọng".

## Điều khoản

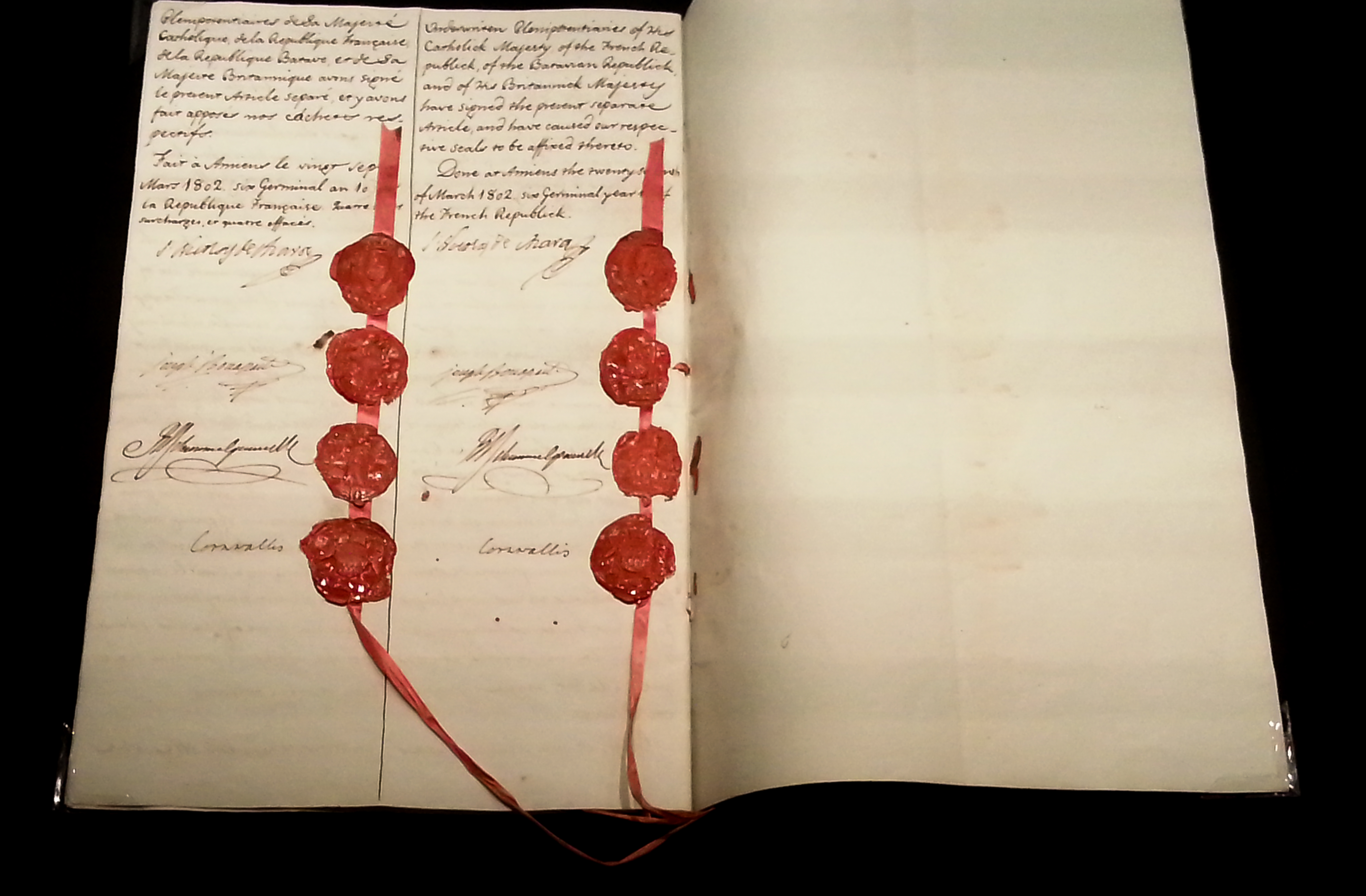
Trang của Hiệp ước với tám con dấu và tám chữ ký của các bên ký kết.

Hiệp ước, ngoài việc khẳng định "hòa bình, hữu nghị, và hiểu biết tốt", kêu gọi các hiệp định này:
- Phục hồi tù nhân và con tin.
- Anh trả lại Mũi Colony cho Cộng hòa Batavia.
- Anh quay trở lại hầu hết các hòn đảo của Hà Lan Tây Ấn Độ đến Cộng hòa Batavia.
- Anh rút quân ra khỏi Ai Cập.
- Việc chuyển sang Anh của Trinidad, Tobago và Tích Lan.
- Pháp rút quân khỏi Giáo hoàng) và Vương quốc Napoli.
- Các biên giới của Guiana Pháp được chỉnh sửa.
- Malta, Gozo, Comino được phục hồi đến Knights Hospitality và được tuyên bố [] trung lập.
- Đảo Minorca được trả về Tây Ban Nha.
- Nhà Orange-Nassau được bồi thường thiệt hại tại Hà Lan bằng một số lãnh thổ ở Đức để thành lập ra Thân vương quốc Nassau-Orange-Fulda.

Hai ngày sau khi ký kết hiệp định, cả bốn bên đã ký một phụ lục đặc biệt thừa nhận rằng việc không sử dụng ngôn ngữ của tất cả các quyền hạn ký kết (hiệp ước này chỉ được xuất bản bằng tiếng Anh và tiếng Pháp) không gây phương hại và không được coi là thiết lập một Tiền lệ. Nó cũng tuyên bố rằng sự thiếu sót của bất kỳ tiêu đề cá nhân là không chủ ý và cũng không có ý định gây thiệt hại. Các đại diện của Hà Lan và Pháp đã ký một đạo luật riêng biệt để làm rõ rằng Cộng hòa Batavia không phải chịu trách nhiệm tài chính đối với việc bồi thường cho Gia tộc Oranje-Nassau. 614</ref>
Nội dung sơ bộ được ký tại London vào ngày 1 tháng 10 năm 1801. Vua George tuyên bố chấm dứt chiến sự vào ngày 12 tháng 10.